# 鹿角杜鹃
鹿角杜鹃（学名：Rhododendron latoucheae）为杜鹃花科杜鹃花属下的一个种。

## 扩展阅读
維基物種上的相關：鹿角杜鹃